# 陈为人
陈为人（1899年9月26日—1937年3月12日），原名陈蔚英，曾用名陈涛、陈洪涛、陈福涛、陈维仁、陈伟人、张敏、张明、张道立、张道惠、张道为、张惠生、老韩:45、张惠高等，男，湖南江华人，中国共产党早期党员。

## 生平
1899年9月26日，陈为人出生于湖南省江华县。1918年进入湖南省衡阳县省立第三师范学校读书。在校期间，陈为人参加了五四运动，并被推举为湘南学生联合会代表。此后陈为人迁往上海，计划去法国勤工俭学，但因经费被当局克扣而未能成行，一度以卖苦力为生。打工期间，陈为人结识了李启汉等人，并接触了马克思主义。1920年，陈为人在上海参加了沪滨工读互助团。当年9月，陈为人进入上海外国语学社，并参加了中国社会主义青年团，在1920年冬天前往苏联之前，陈为人和李启汉等人在上海开展了工人运动，创办了工人夜校、工人俱乐部等。1921年5月，陈为人进入莫斯科东方劳动者共产主义大学学习，7月，陈为人和俞秀松作为中国共青团代表在莫斯科参加了青年共产国际第二次代表大会。:45
1921年年底，陈为人回国后加入中国共产党。1922年初在北京铁路总工会工作，其公开的身份为北洋政府交通密查员。1923年参与了二七大罢工。3月底受中共北京区委委派，和李瀛一同前往哈尔滨、沈阳、大连等地开展活动，期间创办了中文报纸《哈尔滨晨光》。当年6月前往广州出席中国共产党第三次全国代表大会。与会完毕后，陈为人返回了哈尔滨，10月至12月担任中共哈尔滨小组成员，在此期间组织了东北地区的共青团和党务工作，还于1923年9月兴办了哈尔滨青年学院，以宣传马克思主义。该学院不到一年即被迫停办。1924年1月，陈为人被调往中共上海区委，3月至5月担任共青团杭州地方执行委员会候补执行委员，同年秋天调往北京，担任中共北京区执行委员会兼北京地方执行委员会农工部主任，后改任职工运动委员会书记。1925年冬天在中共北方区委行动委员会内负责工人运动的组织动员工作。1926年1月组织成立了北京市总工会，之后在活动中一度被捕，后经中共党组织营救出狱。当年秋天，陈为人协助李大钊在北京组织了抗议帝国主义的相关集会和示威活动。:45
1927年4月，陈为人赶赴武汉参加中国共产党第五次全国代表大会和第四次全国劳动大会。在李大钊被杀后，陈为人赶回北京处理中共党组织的善后工作，并以燕京大学为依托继续开展工作。1927年6月起担任中华全国总工会执行委员会候补委员，8月起担任中共顺直省委委员，负责宣传和职工运动。后前往东北重建中共党组织。1927年10月中共满洲省临时委员会在哈尔滨成立，陈为人担任书记，1928年3月兼任中共满洲省临时委员会军事负责人兼秘书。当年9月中共满洲省委正式重新建立，陈为人改任委员会书记。12月中共满洲省委被破坏，陈为人被逮捕，由于身份未暴露，1929年7月被营救出狱。8月，陈为人迁往上海，参加中央军委举办的军事干部训练班，后担任《上海报》经理，从事宣传工作。1931年，陈为人在法租界被逮捕，同年年底获释。1932年起和妻子一起以家庭作为掩护，负责中国共产党的中央文库的保存和整理。在陈为人保管期间，中央文库曾数次转移，期间一度和中共党组织失去联系。1937年3月12日晚，陈为人在上海因肺结核去世，临终前中央文库已被安全转移至其他地方。1945年，中国共产党第七次全国代表大会中，陈为人被追认为革命烈士。:45-46

## 家庭
陈为人的妻子是中共地下交通员韩慧英，二人育有两个儿子和一个女儿。